# Kees Houtman
Cornelis Dirk (Kees/Cees) Houtman (Amsterdam, 2 november 1959 – aldaar, 2 november 2005) was een Nederlands crimineel en vastgoedhandelaar. Hij werd op zijn verjaardag geliquideerd, op dezelfde dag dat in Thailand John Mieremet werd doodgeschoten.
Houtman, in het milieu bekend als "Woody", was in de jaren tachtig hoofd van wat destijds de Kinkerbuurtbende of De Denkers werd genoemd, met John Mieremet, Sam Klepper en George van Kleef. Deze bende onderhield contacten met Charles Zwolsman. Later begaf Houtman zich in het vastgoed om winsten uit de import van hasj wit te wassen. Hij werd op 46-jarige leeftijd voor zijn woning aan het Johan Braakensiekhof 21 in Osdorp neergeschoten. Houtman wist zijn woning nog in te vluchten, waar hij, ondanks verwoede reanimatiepogingen van zijn vrouw, overleed. Hij werd begraven op begraafplaats Westerveld in Velsen.
Zijn liquidatie zou verband houden met onenigheid over het in Amsterdam-Noord investeren van drugsgeld van Michael Vane, een collega van Klepper en Mieremet die in 1993 werd gevonden in een in brand gestoken auto in recreatiegebied Spaarnwoude. Volgens een anonieme getuige zou Houtman voor ten minste een miljoen euro zijn afgeperst door Willem Holleeder. 
In het jaar 2007 blijkt dat justitie een deal heeft gesloten met Peter La Serpe. Hij verklaart Houtman te hebben neergeschoten, dat zou hij samen met Jesse Remmers gedaan hebben. De moord op Kees Houtman wordt in het liquidatieproces Passage behandeld. Door de rechtbank Amsterdam is bewezen verklaard dat Remmers en La Serpe beiden Houtman om het leven hebben gebracht. Voor onder andere deze moord heeft Remmers levenslang gekregen in eerste aanleg. La Serpe heeft acht jaar gevangenisstraf gekregen.

## Biografie
- Middelburg, B. & P. Vugts, De oorlog in de Amsterdamse onderwereld (Amsterdam, 2006)
- Marian Husken & Harry Lensink, Wie is wie in het liquidatieproces (Amsterdam, 2009)